# ゴーメンガースト
『ゴーメンガースト』 (Gormenghast) は、イギリスの作家マーヴィン・ピークのゴシック・ファンタジー小説である。また、その舞台となる架空の城の名前でもある。

## 概要
シリーズは『タイタス・グローン』 (Titus Groan, 1946) 、『ゴーメンガースト』 (Gormenghast, 1950) 、『タイタス・アローン』 (Titus Alone, 1959) の三部作とされる。中篇「闇の中の少年」 (Boy in Darkness, 1956) は、タイタスの名に言及してはいないが設定を共有している。このシリーズは一般的に「ゴーメンガースト三部作」と呼ばれるが、『タイタス・アローン』にはゴーメンガースト城は登場しない。実際、ピークが書こうとしたのは主人公タイタス・グローンの伝記であって、ゴーメンガースト城の歴史ではなかった（原書の初期の版のタイトルは「タイタスの書」だった）。
ピークはタイタスのその後と城との関わりを書き続けようとしていた。シリーズは少なくともあと2冊（仮題Titus Awakesおよび 'Gormenghast Revisited' ）が予定されていたが、ピークの健康上の問題のため、書かれたのは未完成の数章と覚え書きだけだった。話としてまとまっているのは 'Titus Awakes' のわずか3ページで、三部作のOverlook Press版 (ISBN 0-87951-628-3) に収録されている。
1970年代には、ピークの未亡人メーヴ・ギルモアは、ピークの遺稿を元に彼女の独自の『タイタス・アウェイクス』（ 'Titus Awakes' ）を執筆していた。ピークの遺族は2009年この小説を再発見し、2011年に出版された。

## ゴーメンガースト城
ゴーメンガースト城は、中世の城の側面と摂政時代のイギリスの大邸宅の側面を併せ持っている。しかし実際には小規模の都市国家のようなものであり、城とその周辺のごく限られた地域だけで閉ざされた世界を形成している。西翼に重要な建物が集中しているとされるが、世代ごとに増築がされ、四方に不似合いな建物が多数つけ加えられている。城内には書庫、大台所、彫刻保管用の広間、食堂、学校などさまざまな施設があるが、その他にも隠し部屋や秘密の通路などが無数に存在し、城の住人でさえ全容を把握してはいない。海外ではゴーメンガースト城は無秩序な広がりを持つ大型建造物の代名詞となり、ほかのフィクションでも引き合いに出されることがある。
ゴーメンガースト城の日常生活においては、儀式が重要な役割を果たす。これはとりわけ伯爵に関して顕著で、伯爵はゴーメンガーストの伝統の不透明で難解な教義を厳守することに日々多くの時間を割くよう定められている。このゴーメンガーストの厳格な法に対するタイタスの畏れと反抗は、シリーズの重要なテーマのひとつになっている。
七色の彫刻の広間 (The Hall of the Bright Carvings)
城壁の外側にいる住民〈七色の彫刻師〉が作った木の彫刻から、選り抜きの作品が展示されている。北翼の最上階にあり、大きな屋根裏部屋に近い。広間の一角に管理人(curator)のロットコッドがハンモックを吊るして生活している。
踊り場
南翼の上層にある、忘れられた広大な踊り場。洪水の際には避難場所となった。
八角部屋
等身大の肖像画が7枚かけられている。そのうち1枚のうしろに覗き穴があり、伯爵妃の寝室のドアを見通せる。
猫の間
伯爵妃が飼う白猫の大群がひしめく広間。
西翼
重要な建物が集まっている。幼児期のタイタスが、乳母のスラグとケダに育てられる。
フューシャの部屋
西翼の中央3階にある。窓からは、胸壁、牧場、山腹と森が見える。寝台のうしろには螺旋階段があり、100段あまりのぼると屋根裏に着く。
フレイの部屋
伯爵の御前から横に4室、上下に1階以上離れた場所にある。
コーラとクラリスの部屋
南翼の続き部屋にある。
石の広間
伯爵が9時と10時のあいだに食事をとる。セパルクレイヴの曾祖父の時代に天井画が描かれた。
書庫
東翼にあり、セパルクレイヴが入り浸っている。
灰色の控えの間
鯉の池へ通じる場所。午後2時27分からの儀式に使われていたが、70年前に大火で焼け落ちた。
テラス
伯爵妃が猫を連れて散歩をする。
遊び部屋
伯爵家の子が10歳になったときの儀式に用いられる。
涼しの間
1階にある。城内で最も家庭的で優雅といわれる部屋であり、タイタスの命名式が行われた。
使用人の中庭
茨の古木が生えている。
プルーンスクワラー邸
城の本館の中庭にある3階建ての建物。飛控えで本館と結ばれている。
火打ちの塔
東翼に建つ、見捨てられた高い塔。かつては東翼の端にあったが、伯爵家が実験的な増築を行なったため、荒廃した遺物がさらに東に伸びている。
煙突
スティアパイクは、使われていない煙突に面した部屋の壁に穴を開け、バーケンティンなど自分の計画に役立ちそうな人物の部屋を盗み見る。
中央書庫
伯爵用の書庫とは別に存在し、その他の図書室も20以上ある。
学校
教室ごとに形が異なり、細長いもの、真四角なもの、短い煙突状で半円形のガラス窓があるものなどが存在する。
敷石の原
忘れ去られた巨大な中庭。スティアパイクが発見する。
武器庫
伯爵家の命名式に使う指環や王冠などもしまわれている。
地衣砦
地衣類に覆われた円形の建物。無断で城を抜け出したタイタスが囚人となった。
大台所
地下にある厨房。料理長のもと、多数の料理人が働く。〈灰色磨き〉達は、いつ果てるともなく、この台所の壁を磨き続ける。付近には屠殺場、パン焼き場、酒蔵がある。
墓所
伯爵家用、忠義のあった〈選ばれたる臣〉用、その他の使用人用が存在する。
秘密の地下道
城の外へと通じており、タイタスが発見する。厳しい冬の年にフレイが移り住み、自分の部屋を〈無人殿〉と名づける。彼の部屋のそばにはコーラとクラリスが幽閉された。
城壁の門
アカシア並木道の北端にあり、城外の民家の中心街へ続く。
〈外〉の街
粘土で作られた家が建ち並び、「〈外〉の民」と呼ばれる人々が住む。城門のそばにはサボテンが生えている。

## 主要な登場人物

### 伯爵家
タイタス・グローン (Titus Groan)
シリーズの主人公で、ゴーメンガースト伯爵の後継者。タイタスが称号を受け継いだのは幼少期だったが、成長するにしたがって、家に対する相矛盾した感情を育んでいく。自分の家系・血統に対する誇りと、城とその伝統から逃げ出したいという思いに引き裂かれるのである。結局、タイタスはゴーメンガースト城を去る。
セパルクレイヴ (Sepulchrave)
タイタスの父。76代目ゴーメンガースト城当主。陰鬱な人間で、伯爵としての職務に束縛感を抱いているが、決して疑問を挟まない。唯一の逃避は読書だったが、城の書庫が焼け落ちると狂気におかされ、自分は見捨てられた火打ちの塔の死の梟だと信じるようになった。梟の群れに加わり、そこで喰われる。
ガートルード (Gertrude)
タイタスの母。暗赤色の髪の太った女性。家族にもゴーメンガーストの他の部分にも全く関心を示さず、多数の猫や鳥たちと共に寝室に閉じこもっている。ガートルードが愛情を示すのは猫や鳥に対してだけである。しかし、ひとたびその知性を示す機会が訪れると、ガートルードはゴーメンガースト城でも最も聡明な者であることを示し、（フレイやプルーンスクワラーらと共に）ゴーメンガーストの日常に生じた穏やかならぬ変化に気づき、調査を開始した。
フューシャ (Fuchsia)
タイタスの姉。お高くとまった、自己陶酔的な面もあるが、思いやりのある、世話好きな面もある。最初はタイタスを恨んだこともあったが、すぐにタイタスとの絆を深めだしていく。家族の中でタイタスを最も愛していたのはフューシャであった。
コーラ (Cora) とクラリス (Clarice)
タイタスの伯母。双子で、ほとんど見分けがつかない。二人とも若い頃発作に襲われ、左半身が麻痺している。性格もほとんど同じで、どちらもあまり知的であるとはいえないが、コーラの方がクラリスよりわずかに賢い。共に政治権力を渇望し、ゴーメンガーストにおける自分たちの正当な地位を奪ったと信じるガートルードを嫌悪している。その無思慮な野望と復讐欲により、スティアパイクの手先と化していく。

### その他のゴーメンガースト城の住人
スティアパイク (Steerpike)
若き異端児。大台所の使用人だったが、自己の利益のために徐々にゴーメンガーストの権力の階段を上っていく。冷酷な殺人者であり、極度のマキャヴェリストとして陰謀に長けている。そのために魅力的に振る舞い、場合によっては高貴な態度をとることさえできる。タイタスに対しては自然と敵意を抱くようになっている。謀略により書庫を焼いて、セパルクレイヴ卿を狂気に追いやった張本人。サワダストは、その火災の際に死亡している。他の殺人の際に、反撃を受けて重度の火傷を負い、一時重体となり、うわごとでスラグの毒殺を仄めかす。
フレイ (Flay)
セパルクレイヴ卿の従僕。ゴーメンガーストの規則を頑なに信仰している。しかし決して薄情者ではなく、タイタスやフューシャのことを気にかけてもいる。やがて、伯爵妃の猫をスティアパイクに投げつけたことでゴーメンガーストから追放される。料理長のスウェルターに一方的に命を狙われ、追放直前に決闘でスウェルターを殺害する。その直後に、火打ちの塔に入るセパルクレイヴ卿の生前最後の姿を目撃する。追放後も執事服の襤褸を纏って熟知している城の内外をさまよい、タイタスとフューシャを見守り、時に助け、ついにスティアパイクの正体を暴くが落命する。
アルフレッド・プルーンスクワラー (Dr. Alfred Prunesquallor)
城に住む医師。甲高い声で笑い、大げさな言葉遣いの奇矯な人物。外の世界で医学を修め、伯爵家と契約している人物で、代々の臣下ではない。言葉は辛辣だが、非常に親切であり、フューシャやタイタスを気に入っている。また非常に聡明で、ガートルードに最も信頼されている人物であるが、物語の序盤でスティアパイクに取り入られ、弟子にしてしまうという大きなミスを犯す。文章中数カ所で「バーナード」という名前も使われているが、日本語訳ではすべて「アルフレッド」に修正されている。
イルマ・プルーンスクワラー (Irma Prunesquallor)
プルーンスクワラー医師の妹。可愛らしさとは無縁だが、相当なうぬぼれ屋である。男性から賞賛され、愛されることに必死になっている。
アバイアサ・スウェルター (Abiatha Swelter)
太った、残虐な料理長。フレイに対して根深い恨みを持ち、殺害を企てる。
スラグ (Nanny Slagg)
小柄な老婆で、幼児時代のタイタスの子守役。その前はフューシャの子守役だった。いくぶん高齢で、劣等感を持っている。
サワダスト (Sourdust)
物語開幕時の儀典長。ゴーメンガースト城の日常を取り仕切る、さまざまな難解極まりない儀式を司る。サワダストの死後、儀典長の地位は息子のバーケンティンが継ぐ。
バーケンティン (Barquentine)
父の跡を継ぎ儀典長となる。片足が不自由で、醜悪で、信じがたいほど不潔である。究極の厭世家で、ゴーメンガーストの法と伝統だけにしか関心がない。スティアパイクを助手にするという重大な過ちを犯す。
ベルグローヴ (Bellgrove)
タイタスの教師のひとりで、ゴーメンガーストの塾頭になる。極端に老齢である。多くの点で典型的なぼんやりとした教授で、講義中に居眠りをしたり、ビー玉をもて遊んだりする。しかし、内面にはある種の厳粛さや高潔さを持っている。イルマ・プルーンスクワラーとは特異なロマンスを展開する。
灰色磨き (gray scrubbers)
大台所の壁を磨き続けることのみが仕事の18人の男たち。ゴーメンガーストで最底辺の労働者と見なされている。この職に就いた者は、徐々に人間的な感情と表情を失い、黙々と機械的に作業を行うようになる。
ロットコッド (Rottcodd)
城の〈七色の彫刻の広間〉の管理人(curator)で、広間の一角にハンモックを吊るして寝起きしている。彫刻の埃をはたきで払うことと、永劫に灯され続けるロウソクを補充するのが最大の仕事である。大半の時間をハンモックの中で奇怪な夢の世界に浸って過ごしており、誰からも忘れ去られることを望んでいる。物語の最初の登場人物で、フレイと共に狂言回しを演じる。フレイの方が地位は上として描かれている。

### 城壁の外側にいる住民
七色の彫刻師 (Bright Carvers)
城壁の外側に住む〈外〉の民。彫刻師を自認しており、全員、実際になかなかの腕前を持っている。粘土と藁でできた粗末な家に住み、木の根と城から下されるパンのくずを常食にしている。伯爵家と臣従関係はないが、年に一度、それぞれの彫刻師の作品を城に納めている。伯爵が優秀と認めた作品は〈七色の彫刻の広間〉に展示されるが見に来る者はいない。大洪水の際には、ガートルードの温情で全員城に避難したが、ガートルードとの協定で優秀な小舟を多数製造し、思わぬ有能さを示す。
ケダ (Keda)
七色の彫刻師のひとり。タイタスの乳母に選ばれるが、やがてこの地位を離れる。後にケダをめぐって殺し合うことになる二人の恋人がいて、うちひとりの子供を身ごもる。
〈やつ〉(Thing)
ケダの娘。私生児であるため追放され、野生児となりゴーメンガースト周辺の荒野に住む。タイタスは、この娘はあらゆる点でゴーメンガーストの対極にあると考え、夢中になる。

## 日本語訳書
- Titus Groan (1946). 『タイタス・グローン』 浅羽莢子訳、東京創元社〈創元推理文庫〉、1985年。 - 序文はアントニー・バージェス、解説は荒俣宏。
- Gormenghast (1950). 『ゴーメンガースト』 浅羽莢子訳、東京創元社〈創元推理文庫〉、1987年。
- Titus Alone (1959). 『タイタス・アローン』 浅羽莢子訳、東京創元社〈創元推理文庫〉、1988年。
- Titus Awakes (2011). 『タイタス・アウェイクス』マーヴィン・ピーク／メーヴ・ギルモア著 井辻朱美訳、東京創元社〈創元推理文庫〉、2014年。

## 映像化作品
Gormenghast 『ゴーメンガースト』
2000年に放送されたBBC制作のテレビシリーズ（全4回）。出演者は以下の通り。
- ジョナサン・リース＝マイヤーズ（スティアパイク）
- セリア・イムリー（ガートルード）
- イアン・リチャードソン（セパルクレイヴ）
- ネーヴ・マッキントッシュ（フューシャ）
- クリストファー・リー（フレイ）
- リチャード・グリフィス（スウェルター）
- アンドリュー・ロバートソン（タイタス）
- ジョン・セッションズ（アルフレッド・プルーンスクワラー）
- フィオナ・ショウ（イルマ・プルーンスクワラー）
- スティーヴン・フライ（ベルグローヴ）